# هو كيه
هو كيه هو دراج صيني، ولد في 16 أكتوبر 1988.

## وصلات خارجية
- هو كيه على موقع الاتحاد الدولي للدراجات (الإنجليزية)
- هو كيه على موقع أرشيف الدراجات (الإنجليزية)